# Roberto Gómez Pérez
Roberto Gómez Pérez (Tucapel, 4 de julio de 1889 - Santiago, 17 de octubre de 1956). Agricultor y político radical chileno. Hijo de José Gómez y Tránsito Pérez. Estudió en el Instituto Nacional y en el Liceo de Concepción.
Dedicado a la agricultura, creó la empresa "Gómez Pérez Hnos.", explotando las haciendas "Rucamanqui" y "Quinel" en Yungay, destinados a siembras y criadero de animales de fina raza. Fue socio de la Sociedad Nacional de Agricultura.

## Actividades políticas
Militante del Partido Radical. 
Fue elegido Diputado por Rere y Puchacay (1924-1927), integrando la comisión permanente de Minería e Industrias. Pero el movimiento militar del 12 de septiembre de 1924 suspendió el Congreso Nacional.
Reelegido Diputado por Rere, Puchacay y Lautaro (1926-1930), en esta oportunidad formó parte de la comisión de Agricultura y Colonización.
Luego, fue cuatro veces electo Diputado por la 16ª agrupación departamental de Chillán, Bulnes y Yungay (1933-1937, 1937-1941, 1941-1945 y 1945-1949). En estos períodos figuró como miembro de las comisiones de Gobierno Interior, de Educación y la de Agricultura y Colonización.